# Rock Hill (New York)
Rock Hill è un census-designated place (CDP) degli Stati Uniti d'America, situato nello stato di New York, nella contea di Sullivan.